# Johann Elert Bode
Johann Elert Bode, född 19 januari 1747 i Hamburg och död den 23 november 1826 i Berlin, var en tysk astronom känd för sin omformulering och publicering av Titius-Bodes lag och för sina arbeten med att bestämma omloppsbanan för och namnge planeten Uranus. Han har också tillskrivits upptäckten av Bodes Galax (M81).
Bode framträdde redan vid 19 års ålder med ett astronomiskt arbete och två år därefter med ytterligare ett. Han blev 1786 direktör för observatoriet i Berlin, där han publicerade Uranographia, sive astrorum descriptio (1801), en himmelsk atlas såväl med ambitionen att vara såväl vetenskapligt korrekt i att visa lägena för 12 000 förut okända stjärnor och andra astronomiska objekt, som att i artistisk tolkning återge stjärnbilderna. Uranographia markerar höjden av en epok med artistisk avbildning av konstellationerna. Senare atlas visar allt färre utarbetade figurer, ända tills de inte längre alls kom i tryck. Bode grundade även 1774 Berliner astronomisches Jahrbuch.
Av betydelse för den astronomiska vetenskapen var också Bodes mångåriga brevväxling med Lalande.
Bode invaldes 1794 som utländsk ledamot nummer 162 av Kungliga Vetenskapsakademien.
Asteroiden 998 Bodea är uppkallad efter honom.